# François d'Escherny
François-Louis, comte d'Escherny (24 novembre 1733 à Neuchâtel - 15 juillet 1815 à Paris) est un homme de lettres suisse.

## Armes
d'azur à trois bandes d'argent, au chef d'or chargés de trois tourteaux de gueules

## Biographie
D'une famille noble et d'une fortune considérable, sa sœur épousa le comte Johann von Fries et était la mère de Moritz von Fries. Il reçut son éducation d'un ministre socinien et fit un voyage en Italie à ses dix-huit ans. Après être rentré à Neuchâtel, il reprit ses études de latin, puis alla à Paris en 1762.
Il rencontra Rousseau à Sauvigny, chez Bertier de Sauvigny, l'intendant de Paris, et fut admis dans la Société des encyclopédistes. Il devient l'un des convives de MMe Geoffrin, Thomas, Marmontel, Helvétius, et se concilia l'amitié de Diderot et d'Alembert. Il se lia d'amitié avec Rousseau et tenta sans succès de le réconcilier avec Diderot.
Lorsque Rousseau rentra en Suisse, il partit en Allemagne, puis s'arrêta à Vienne où se trouvait une partie de sa famille. Il fut reçu par Marie-Thérèse et l'empereur Joseph, ainsi rencontra le prince de Kaunitz. Il alla à Stuttgart, où le duc de Wurtemberg, qui le connaissait, en fit son chambellan (il deviendra chambellan du roi de Wurtemberg par la suite). Il retourna à Paris en 1768 et retrouva Rousseau quelque temps plus tard. Ayant voulu lui présenter le libraire neuchâtelois Osterwald, qui, comme magistrat s'était opposé à la réimpression des œuvres de Rousseau quelques années auparavant, il se trouva en froid avec Rousseau. 
En 1780, il alla à Berlin, où il fut reçu par le roi Frédéric et le prince Henri, se lia avec le principal ministre de Prusse, le comte de Hertzberg, et devint conseiller d'État du roi de Prusse. Après un passage à Paris, il se rendit à un dîner diplomatique à Varsovie, puis fut reçu par l'impératrice Catherine à Saint-Pétersbourg. En 1785, il se trouve à Versailles pour des affaires diplomatiques, puis passa en Savoie et retourna à Vienne en 1787. De retour à Paris au début de la Révolution, dont il s'enthousiasma au début, il quitta la France avec l'ambassadeur de Prusse le 24 mai 1792, et reconnut qu'il s'était trompé sur la Révolution française.
À la création de l'Institut de France, il fut présenté pour les sciences morales, mais Naigeon fit échouer son élection.
Il meurt le 15 juillet 1815 et est inhumé au cimetière du Père-Lachaise (39e division).
Il était chanoine du chapitre noble de la cathédrale de Colberg.

## Publications
- Les lacunes de la Philosophie (1783)
- Correspondance d'un habitant de Paris avec ses amis de Suisse et d'Angleterre sur les événements de 1789, 1790 et jusqu'au 4 avril 1791 (1791)
- La Philosophie de la politique ou principes généraux sur les institutions sociales où l'on examine les grandes questions de l'Egalité, de la Volonté générale et de la Souveraineté du peuple, et l'abus qu'on a fait de la doctrine de J. J. Rousseau sur ces matières: Precédé de l'éloge de ce Grand Homme, en forme d'introduction (1792)
- De l'égalité ou principes généraux sur les institutions civiles, politiques et religieuses: précédé de L'éloge de J.J. Rousseau, en forme d'introduction, pour servir de suite à la Correspondance d'un habitant de Paris, etc., sur les révolutions de France, Volume 2 (1796)
- Fragments sur la musique, extraits des Mélanges de littérature, philosophie, politique, histoire et morale (1809)
- Mélanges de littérature, d'histoire, de morale et de philosophie contenant... un article de journal par le professeur Leuliette (1811)
- Essai sur la noblesse (1814)
- Œuvres philosophiques, littéraires, historiques et morales, contenant... un article de journal, par le professeur Leuliette. 2e édition, augmentée de quatre discours ou traités... (1814)
- Tableau historique de la Révolution jusqu'à la fin de l'Assemblée Constituante (1815)
- Éloge de J.-J. Rousseau, ou Examen de sa philosophie, de ses opinions, de ses ouvrages

## Sources
- Michaud, Biographie universelle, ancienne et moderne, ou, Histoire par ordre alphabétique de la vie publique et privée de tous les hommes qui se sont fait remarquer par leurs écrits, leurs actions, leurs talents, leurs vertus ou leurs crimes: ouvrage entièrement neuf, Volume 63, 187
- François-Joseph Fétis, Biographie universelle des musiciens: et bibliographie générale de la musique, volumes 3 à 4, 1869